# Сант'Агата ди Милитело
Сант'Агата ди Милитело (итал. Sant'Agata di Militello) је насеље у Италији у округу Месина, региону Сицилија.
Према процени из 2011. у насељу је живело 9916 становника. Насеље се налази на надморској висини од 34 м.

## Географија
| Клима (Сант'Агата ди Милитело) | Клима (Сант'Агата ди Милитело) | Клима (Сант'Агата ди Милитело) | Клима (Сант'Агата ди Милитело) | Клима (Сант'Агата ди Милитело) | Клима (Сант'Агата ди Милитело) | Клима (Сант'Агата ди Милитело) | Клима (Сант'Агата ди Милитело) | Клима (Сант'Агата ди Милитело) | Клима (Сант'Агата ди Милитело) | Клима (Сант'Агата ди Милитело) | Клима (Сант'Агата ди Милитело) | Клима (Сант'Агата ди Милитело) | Клима (Сант'Агата ди Милитело) |
| Показатељ \ Месец              | .Јан.                          | .Феб.                          | .Мар.                          | .Апр.                          | .Мај.                          | .Јун.                          | .Јул.                          | .Авг.                          | .Сеп.                          | .Окт.                          | .Нов.                          | .Дец.                          | .Год.                          |
| ------------------------------ | ------------------------------ | ------------------------------ | ------------------------------ | ------------------------------ | ------------------------------ | ------------------------------ | ------------------------------ | ------------------------------ | ------------------------------ | ------------------------------ | ------------------------------ | ------------------------------ | ------------------------------ |
| Средњи максимум, °C (°F)       | 15,0 (59)                      | 15,3 (59,5)                    | 17,0 (62,6)                    | 19,3 (66,7)                    | 22,8 (73)                      | 26,5 (79,7)                    | 29,8 (85,6)                    | 30,6 (87,1)                    | 27,5 (81,5)                    | 23,6 (74,5)                    | 19,7 (67,5)                    | 16,0 (60,8)                    | 30,6 (87,1)                    |
| Средњи минимум, °C (°F)        | 9,2 (48,6)                     | 9,5 (49,1)                     | 10,8 (51,4)                    | 12,8 (55)                      | 16,0 (60,8)                    | 19,8 (67,6)                    | 22,8 (73)                      | 23,2 (73,8)                    | 21,2 (70,2)                    | 17,8 (64)                      | 13,8 (56,8)                    | 11,4 (52,5)                    | 9,2 (48,6)                     |
| [ тражи се извор ]             |                                |                                |                                |                                |                                |                                |                                |                                |                                |                                |                                |                                |                                |

## Становништво
| 1931. | 1936. | 1951.  | 1961.  | 1971.  | 1981.  | 1991.  | 2001.  | 2011.  |
| ----- | ----- | ------ | ------ | ------ | ------ | ------ | ------ | ------ |
| 8.223 | 8.749 | 10.771 | 11.395 | 12.006 | 12.727 | 12.796 | 12.876 | 13.178 |